# 布拉斯塔沃楚鄉
43°55′N 24°24′E / 43.917°N 24.400°E
布拉斯塔沃楚鄉（羅馬尼亞語：Comuna Brastavățu, Olt），是羅馬尼亞的鄉份，位於該國南部，由奧爾特縣負責管轄，面積70平方公里，海拔高度85米，2007年人口4,953，人口密度每平方公里70人。